# Merkit

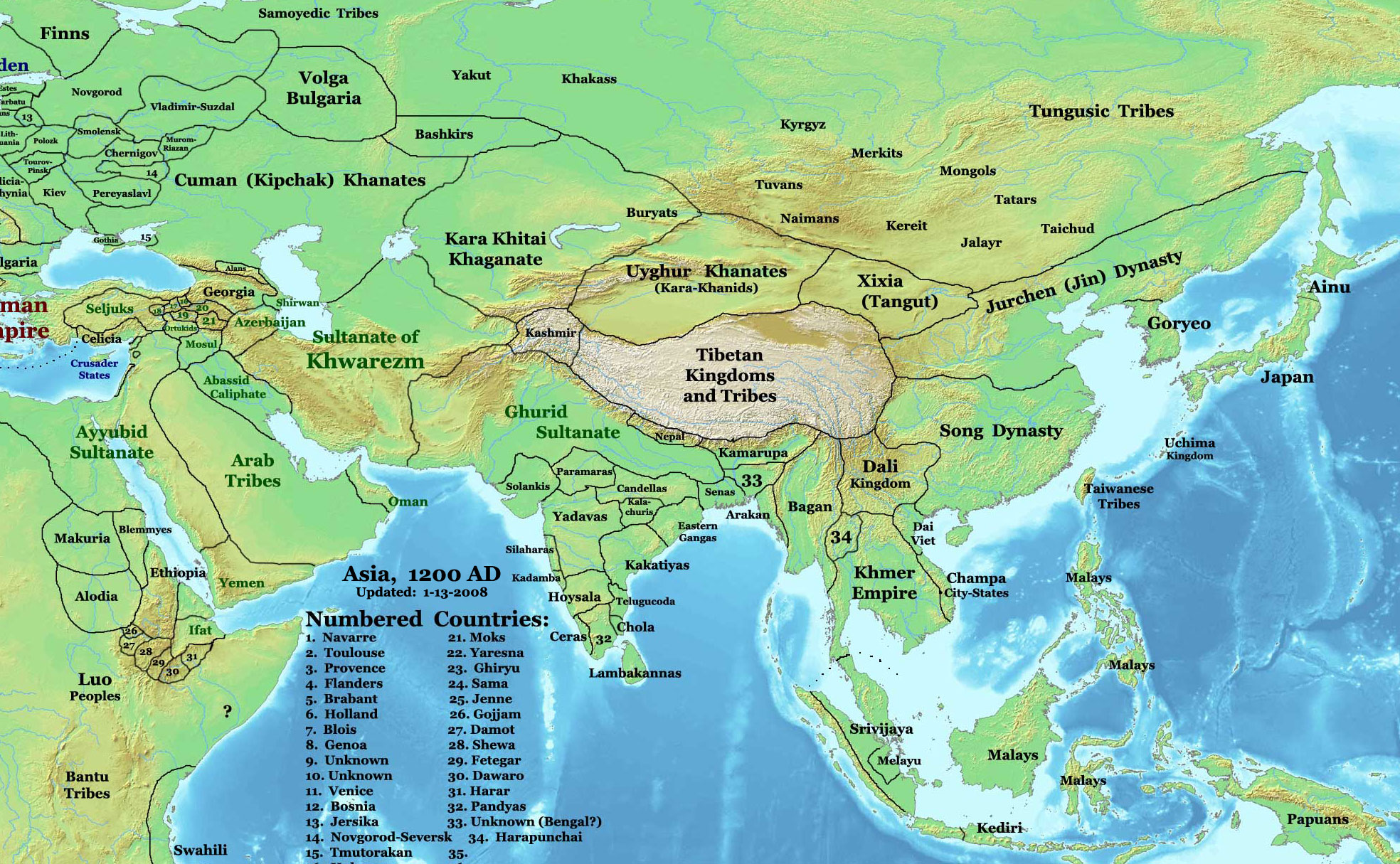
L'Asie vers 1200, montrant la tribu des Merkit et ses voisins

Christianisme syriaque en Asie

Les Merkit (mongol : ᠮᠡᠷᠬᠢᠳ, VPMC : Merqid, cyrillique : Мэргид, MNS : Mergid) sont les membres d'une tribu mongole. Leurs territoires s'étendait en Mongolie centrale avant la formation de l'Empire mongol.

## Histoire
La mère de Gengis Khan, Hö'elün, est issue de la dynastie des Onggirat.
Les Merkits sont une tribu mongole où le christianisme syriaque était pratiqué[réf. nécessaire].
Différentes khatun de l'Empire mongol étaient issues de cette maison. On peut citer, Qoruqchin Khatun, fille de l'influent khan merkit Qutuqu et épouse de Kubilai Khan, avec qui elle eut Qoridai. Ce dernier conquit le Tibet en 1252-1253 sous le règne de Möngke,.

## Généalogie
- Tu'udur Bilge, (v.1110 - ?), Khan;
  - Toqto'a Beki, (1131 - 1205), khan des Uduyit
    - Qutuqu, (v.1180 - ?);
      - Qoruqchin Khatun, (v.1215 - ?), concubine de Kubilai Khan;

  - Yele Chirudu, (v.1140 - ?), premier époux Hö'elün.
  - Chilger Boko, (v.1150 - ?);
    - Djochi[4].
- Tanmahaer (Tamaqar), (v. 1190 - ?);
  - Changhai (Jimqai), (v. 1220 - ?);
    - Jinzhier (Cingjir), (v. 1250 - ?);
      - Xuenitai (Sunitai), (v. 1275 - ?);
      - Yan Tiemuer (El Temur), (v. 1277 - ?);
      - Joaohuade (Giyalqadi), (v. 1278 - ?);
      - Bayan, (1280 - 1340);
        - Balashili (Bala Siri), (v. 1305 - ?);
        - Shajiashili (Sagjiya Siri), (v. 1310 - ?);

      - Boyaotai (Bayotai), (v. 1282 - ?);
      - Mazhaertai (Majartai), (1285 - 1347);
        - Toqto'a, (1314 - 1355), historien mongol;
          - Hala Zhang (Qara Jang), (v. 1340 - ?);
          - Saobaonu (Salbuliu), (v. 1340 - ?);